# Валід Аббас
Валід Аббас Мурад Юсуф аль-Балучі (араб. وَلِيد عَبَّاس مُرَاد يُوسُف الْبَلُوشِيّ, нар. 11 червня 1985, Дубай) — еміратський футболіст, захисник клубу «Аль-Аглі» (Дубай). Виступав також за клуб «Аль-Шабаб» (Дубай) та національну збірної ОАЕ, у складі якої зіграв понад 100 матчів. Чотириразовий чемпіон ОАЕ, дворазовий володар Кубка Президента ОАЕ, клубний чемпіон Перської затоки.

## Клубна кар'єра
У професійному футболі Валід Аббас дебютував 2004 року виступами за команду «Аль-Шабаб» (Дубай), в якій грав до 2013 року, взявши участь у 157 матчах чемпіонату. У складі дубайської команди футболіст в сезоні 2007—2008 років став чемпіон ОАЕ, а в 2011 році став клубним чемпіоном Перської затоки.
У 2013 році Валід Аббас перейшов до іншого дубайського клубу «Аль-Аглі». У складі нової команди Аббас у сезонах 2013—2014, 2015—2016 і 2022—2023 років знову став чемпіоном ОАЕ, в сезонах 2018—2019 і 2020—2021 років став володарем Кубка Президента ОАЕ, а в 2024 році став володарем Суперкубка ОАЕ.

## Виступи за збірну
У 2008 році Валід Аббас дебютував у складі національної збірної ОАЕ. У складі збірної був учасником кубка Азії з футболу 2011 року у Катарі, кубка Азії з футболу 2015 року в Австралії, де еміратська збірна здобула бронзові медалі, та домашнього для збірної ОАЕ кубка Азії з футболу 2019 року, на якому еміратська збірна також здобула бронзові медалі. У складі збірної Аббас грав до 2023 року, загалом зіграв у її складі 112 матчів, у яких відзначився 6 забитими м'ячами.

## Титули і досягнення
- Чемпіон ОАЕ (5):

«Аль-Шабаб» (Дубай): 2007—2008
«Аль-Аглі» (Дубай): 2013—2014, 2015—2016, 2022—2023, 2024—2025
- Володар Кубка Президента ОАЕ (3):

«Аль-Аглі» (Дубай): 2018–2019, 2020–2021, 2024–2025
- Володар Суперкубка ОАЕ (1):

«Аль-Аглі» (Дубай): 2024
- Клубний чемпіон Перської затоки (1):

«Аль-Шабаб» (Дубай): 2011